# Hassi Amor
Pour les articles homonymes, voir Hassi.
Hassi Amor (arabe : حاسي عمر) est un village du sud-est de la Tunisie situé entre Médenine (à 13 kilomètres) — dont il est rattaché à la municipalité — et Ben Gardane. Il est rattaché administrativement au gouvernorat de Médenine.
La principale activité économique est l'agriculture, plus précisément la culture de l'olivier, du blé, des fruits et des légumes.
Sur le plan sportif, le village abritait l'équipe de football de l'Avenir sportif de Hassi Amor qui ne s'occupe plus que des enfants âgés de moins de quinze ans.
Mohamed Hamdi, membre de l'assemblée constituante entre 2011 et 2014, est natif du village.